# محمد نیازی
محمد نیازی (زاده ۱۳۳۷ در قم) فقیه شیعه و سیاستمدار ایرانی است.
وی در ۱۳۴۹ تحصیل در حوزه علمیه قم را شروع کرد او نزد وحید خراسانی، جواد تبریزی، جوادی آملی، حسن‌زاده آملی و مصباح یزدی تحصیل کرده و از «مؤسسه در راه حق» که بعدها به «مؤسسه پژوهشی امام خمینی» تغییر نام داد، لیسانس و از دانشگاه آزاد اسلامی فوق لیسانس حقوق جزا را دریافت کرده‌است. او همچنین دارای مدرک حوزوی سطح چهار (دکتری) در رشتهٔ فقه و اصول می‌باشد. اولین سمت او ریاست جهاد سازندگی کلاردشت بوده‌است. او از سال ۱۳۶۱ کار در قوه قضاییه را آغاز کرد و در آذر ماه سال ۱۳۶۱ رئیس دادگاه کیفری دو کرمانشاه شد. یک سال بعد از سوی شورای عالی قضایی به عنوان کفیل دادگستری استان کرمانشاه و به‌طور همزمان رئیس دادگاه انقلاب ارتش در استان‌های همدان و کرمانشاه و کردستان منصوب شد. در سال ۱۳۶۵ نیازی رئیس سازمان قضایی نیروهای مسلح استان خوزستان و تا زمان قبول قطعنامه ۵۹۸ در این سمت بود. سپس به قم منتقل شد و به ریاست دادگاه نظامی قم و به‌طور همزمان ریاست سازمان قضایی نیروهای مسلح استان گیلان رسید. در سال ۱۳۶۸ به تهران منتقل شد و به دادستانی نظامی تهران رسید.
پس از افشای قتل‌های زنجیره ای و انتخاب علی یونسی رئیس سازمان قضایی نیروهای مسلح به وزارت اطلاعات، نیازی جایگزین او شد.  مسئولیت رسیدگی به پرونده قتل‌های زنجیره‌ای قبلاً به او که دادستان نظامی تهران بود محول شده بود.
نیازی در آن زمان در دیدار با سید حسن خمینی پسر احمد خمینی، گفت که سعید امامی به مسئولیت قتل احمد خمینی اعتراف کرده است.  
در بهمن ماه ۱۳۷۸ فیلم اعترافات متهمین قتل‌های زنجیره‌ای که برای اظهار نظر در اختیار رهبری و رؤسای جمهور و قوه قضاییه قرار گرفته بود با درخواست رئیس قوه مقننه و با حضور نیازی در جلسه غیرعلنی مجلس شورای اسلامی برای نمایندگان پخش شد که عکس العمل‌های متفاوتی را دربرداشت متهمان در این فیلم ضمن تشریح چگونگی انجام عملیات قتل‌ها بعضاً به همکاری با اف‌بی‌آی اعتراف کرده بودند. سپس کمی بعد فیلم‌هایی از بازجویی آمد که نشان می‌داد در مواردی، برخی از متهمین مورد آزار و اذیت و اهانت قرار گرفته‌اند.
عبدالله ناصری مشاور وقت خاتمی در این مورد ادعا می‌کند که در آن موقع رئیس سازمان آقای نیازی بود و در همان برنامه‌های اولیه دستگاه قضایی نیروهای مسلح دو-سه نفر از بازپرس‌ها و دادیاران پرونده را با دستور آقای نیازی در مراحل بازپرسی عوض کردند اتفاقاً به نظرم آن بازپرس‌ها داشتن مسیر واقعی را طی می‌کردند
او ریاست سازمان بازرسی کل کشور را از شهریور ۱۳۸۳ تا ۸ تیر ۱۳۸۷ بر عهده داشت. در پی افشاگری‌های عباس پالیزدار نیازی از این سمت برکنار و مصطفی پورمحمدی جایگزین او شد. نیازی سپس به عنوان معاون دیوان عالی کشور منصوب شد.
او پس از دو سال سکوت، در مصاحبه با هفته نامهٔ پنجره، واقعیات و ناگفته‌هایی از ماجرای تحقیق و تفحص مجلس شورای اسلامی از قوهٔ قضاییه و جریان پالیزدار و برخورد با سازمان بازرسی کل کشور را، به‌طور مستدل و مستند، بیان کرد ۷